# 哈洛格特鎮足球會
哈洛格特鎮足球會（英語：Harrogate Town Association Football Club）是一支位於英格蘭北約克郡哈羅蓋特的職業足球會，目前於英格蘭足球乙级聯賽角逐。

## 外部連結
- 官方网站
- Harrogate Town@Football Club History Database